# Fraga (San Luis)
Fraga es una localidad del Departamento Coronel Pringles, provincia de San Luis, Argentina. 
Se encuentra a la vera de la Ruta Nacional 7, y de las vías férreas del Ferrocarril General San Martín.

## Población
Contó con 1127 habitantes (Indec, 2010), lo que representó un incremento del 10% frente a los 1021 habitantes (Indec, 2001) del censo anterior.
Según el censo 2022 la población total de la Comisión municipal fue de 1448 personas. En tanto, el número de viviendas registradas fue de 475.
| Gráfica de evolución demográfica de Fraga entre 1947 y 2022 |
|                                                             |
| Fuente: Censos nacionales del INDEC                         |

## Economía
Desde 1987, la empresa Orbis cuenta con una planta industrial en esta localidad, con más de 120 empleados.